# De Havilland Heron
O de Havilland DH.114 Heron era um pequeno avião de passageiros britânico movido a hélice, que voou pela primeira vez em 10 de Maio de 1950. Foi um desenvolvimento do bimotor De Havilland Dove, com uma fuselagem alongada e dois motores a mais. Foi concebido como um robusto monoplano de asa baixa com trem de pouso triciclo convencional que poderia ser utilizado em rotas regionais e suburbanas. Foram construídas 150 unidades, exportadas para cerca de 30 países. Heron mais tarde serviu de base para várias conversões, como o Riley Turbo Skyliner e o Saunders ST-27 e ST-28.
|  |

## Projeto e desenvolvimento
Imediatamente após a Segunda Guerra Mundial, a fabricante de aeronaves de Havilland desenvolveu o DH.104 Dove, um avião de passageiros bimotor, concebido para ser um substituto ao De Havilland DH-89 Dragon Rapide, e que logo provou ser um grande sucesso. Como um maior desenvolvimento, a empresa basicamente ampliou o Dove, a fuselagem foi alongada para dar espaço para mais passageiros ou carga, e a envergadura foi aumentada para dar espaço a dois motores a mais. O Heron foi construído todo em metal, e foi projetado como um projeto convencional. A aeronave resultante poderia usar muitas das peças originalmente projetadas para o Dove, simplificando assim a logística para as companhias aéreas usando os dois tipos.
A ênfase estava na simplicidade robusta para produzir uma aeronave econômica para rotas curtas e médias em áreas isoladas e remotas que não possuem aeroportos modernos. O Heron foi projetado com um trem de pouso fixo e confiáveis motores Gipsy Queen 30.
O protótipo do Heron registrado para a De Havilland Aircraft Company, Hatfield, Reino Unido como G-ALZL realizou seu primeiro voo com Geoffrey Pike nos controles em 10 de maio de 1950. A aeronave ainda não tinha sido pintada, e depois de 100 horas de testes foi apresentada ao público em 8 de setembro de 1950, no Show Aéreo de Farnborough, ainda brilhando em seu estado de metal polido. Em novembro, o protótipo recebeu seu certificado oficial de Navegabilidade e tinha voado para Cartum e Nairóbi para ensaios tropicais.
O protótipo foi então pintado e equipado como um demonstrador da empresa, e foi testado pela British European Airways em suas rotas escocesas. Após a conclusão bem sucedida dos testes de protótipo, como um avião regional, a produção em série do Heron começou. As primeiras entregas foram para a NAC, a Nova Zelândia National Airways Corporation (mais tarde parte da Air New Zealand).
O preço básico para um Heron novo em 1960 era cerca de £60.000 menos taxa.

## Operadores

### Militares
| África do Sul Alemanha Bélgica Ceilão Gana Iraque Jordânia | Katanga Marrocos Malásia Quênia Kuwait Reino Unido |

### Civis
| Alemanha Austrália Bahrein – Gulf Aviation Bélgica Brasil Canadá Costa do Marfim Colômbia Estados Unidos Dinamarca Fiji | França Honduras Índia Indonésia Israel Itália Jamaica Japão Nova Zelândia Nigéria Noruega | Países Baixos Porto Rico Portugal Reino Unido Rodésia Santa Lúcia São Tomé e Príncipe Serra Leoa Tailândia Turquia Uruguai |